# Oruza aspersa
Oruza aspersa är en fjärilsart som beskrevs av Turner 1945. Oruza aspersa ingår i släktet Oruza och familjen nattflyn. Inga underarter finns listade i Catalogue of Life.

## Bildgalleri

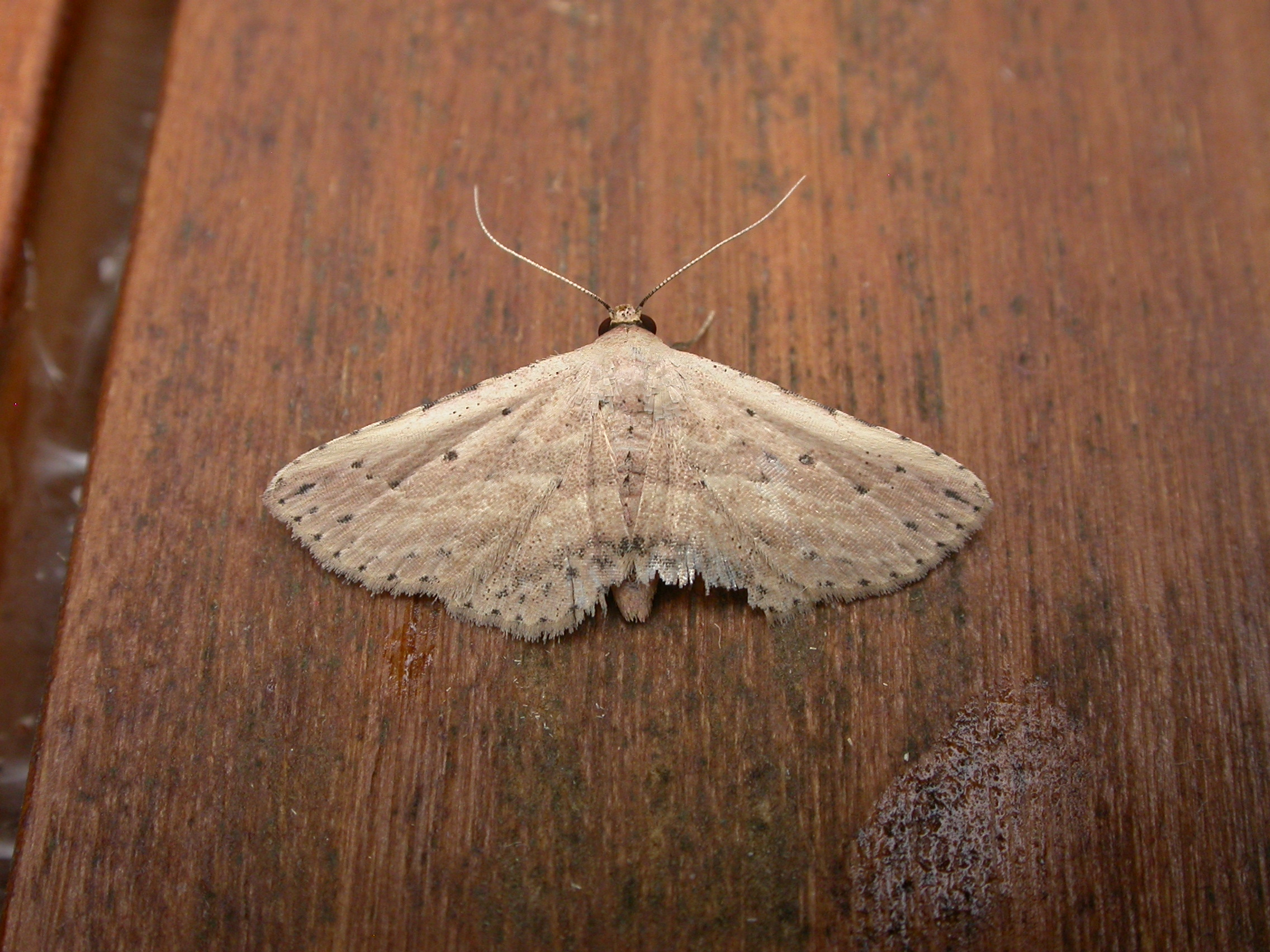